# Caspar Ecchienus
Caspar Ecchienus (* um 1550; † um 1600) war vermutlich ein norwegischer Komponist. Der Name stammt angeblich aus einer Latinisierung des norwegischen Namens Ormestad. Nichts ist über sein Leben bekannt.
Nur eine einzige seiner Kompositionen ist erhalten und zwar eine Motette über Psalm 50 (51), Vers 12: Cor mundum crea in me Deus für 4-stimmigen Chor a cappella. Die Motette, die mit zahlreichen Satzfehlern behaftet ist, gilt als eines der ersten mehrstimmigen Werke eines norwegischen Komponisten.